# Rózsaszentmárton
Rózsaszentmárton är en ort i Ungern.   Den ligger i provinsen Heves, i den centrala delen av landet, 60 km nordost om huvudstaden Budapest. Rózsaszentmárton ligger 177 meter över havet och antalet invånare är 2 028.
Terrängen runt Rózsaszentmárton är platt söderut, men norrut är den kuperad. Runt Rózsaszentmárton är det ganska tätbefolkat, med 80 invånare per kvadratkilometer. Närmaste större samhälle är Gyöngyös, 13,9 km öster om Rózsaszentmárton. Trakten runt Rózsaszentmárton består till största delen av jordbruksmark.